# Psilonyx annuliventris
Psilonyx annuliventris là một loài ruồi trong họ Asilidae. Psilonyx annuliventris được Hsia miêu tả năm 1949. Loài này phân bố ở vùng Cổ Bắc giới và châu Á.